# Озолин, Георгий Петрович
Георгий Петрович Озолин (18 августа 1918 — 9 сентября 1991) — советский учёный в области лесоводства и агролесомелиорации, член-корреспондент ВАСХНИЛ (1972).

## Биография
Родился в Ташкенте. Окончил Среднеазиатский государственный университет (1944) и аспирантуру Узбекского НИИ лесного хозяйства (1945—1948).
- 1948—1965 младший, старший научный сотрудник, заместитель директора Среднеазиатского НИИ лесного хозяйства.
- 1965—1966 директор Голодностепской лесной опытной станции,
- 1966—1967 старший научный сотрудник Ботанического сада АН Киргизской ССР,
- 1967—1979 заместитель директора по научной работе, с 1973 директор ВНИИ агролесомелиоарации.
- 1980—1991 заведующий отделом, старший научный сотрудник, научный консультант Среднеазиатского НИИ лесного хозяйства.

Доктор биологических наук (1968), профессор (1970), член-корреспондент ВАСХНИЛ (1972).
Научные интересы — вопросы интродукции, селекции, семеноводства, биологии деревьев и кустарников аридной зоны. Разработал метод вегетивного размножения ильмовых корневыми черенками и прививками.
Один из авторов ценных сортов тополей: Первенец Узбекистана, Стремительный, Ташкентский № 1, Улучшенный пирамидальный и др.

## Награды
Заслуженный деятель науки РСФСР (1978). Награждён медалями «За доблестный труд в Великой Отечественной войне 1941—1945 гг.», «За трудовую доблесть», «За доблестный труд. В ознаменование 100-летия со дня рождения Владимира Ильича Ленина».

## Научные труды
Автор (соавтор) более 150 научных трудов, в том числе 14 книг и брошюр:
- Селекция ильмовых пород на устойчивость к голландской болезни / Среднеаз. НИИ лесн. хоз-ва. — Ташкент, 1958. — 84 с.
- Селекция тополя в Узбекистане на быстроту роста, производительность и устойчивость к болезням и вредителям / Среднеаз. НИИ лесн. хоз-ва. — Ташкент, 1962. — 198 с.
- Деревья и кустарники для защитного лесоразведения / соавт.: В. А. Каргов и др. — М.: Лесн. пром-сть, 1974. — 152 с.
- Выращивание саксаула чёрного на пастбищах и песках / соавт.: Ф. М. Касьянов, Н. С. Зюзь. — М.: Лесн. пром-сть, 1978. — 97 с.
- Селекция древесных пород для защитного лесоразведения / соавт.: Г.Я Маттис, И. В. Калинина.— М.: Лесн. пром-сть, 1978. — 153 с.
- Облесение пустынь / соавт.: А. Г. Бабаев и др. — М.: Агропромиздат, 1985. — 299 с.